# Stellan Olsson
Paul Stellan Valter Olsson (født 6. juli 1936 i Malmöhus län, død 27. maj 2022 i Helsingborg, Skåne)  var en svensk forfatter, teaterinstruktør og filminstruktør, bedst kendt i Danmark for filmen Den store badedag (1991) og tv-serien Jane Horney (1985), i begge tilfælde med instruktion og manuskript af Olsson.

## Biografi
Olsson, søn af mejeriarbejderen Gunnar Olsson, var landbrugsarbejder 1949–1951, restaurantmedarbejder 1952, mejeriarbejder 1953–1956, blev filosofikandidat i 1961 og var lærer 1961–64 og 1966. Han var ansat i bladet "Popular photography" 1965–1971 og derefter i "Aktuel fotografi".
Olsson fik sin instruktørdebut i 1966 med kortfilmen Irland, og i 1969 kom spillefilmen Between Us, som han blev tildelt Chaplins debutantpris for. Den næste store succes kom med filmen Sven Klangs kvintet i 1976, hvor han hjemtog Chaplins instruktørpris. I 1986 delte han førstepræmien med Baard Enoksen i en manuskriptkonkurrence udskrevet af det norske produktionsselskab Filmeffekt A/S.

## Filmografi
- 1966 – Irland
- 1969 – Oss emellan
- 1971 – Julia och nattpappan
- 1971 – Deadline
- 1974 – Pappa Pellerins dotter
- 1976 – Sven Klangs kvintett
- 1978 – Bevisbördan
- 1980 – Den enes död ...
- 1981 – Det finns inga smålänningar
- 1985 – Jane Horney
- 1991 – Den store badedag
- 1992 – Yasemin på flykt
- 1994 – Good Night Irene
- 1996 – Rose och drömmarna